# 23. rujna
23. rujna (23. 9.) 266. je dan godine po gregorijanskom kalendaru (267. u prijestupnoj godini).
Do kraja godine ima još 99 dana.

## Događaji
- 1669. – Kralj Leopold I. proglasio je zagrebačku isusovačku akademiju sveučilišnom ustanovom, što je začetak Sveučilišta u Zagrebu
- 1846. – Astronom Johann Gottfried Galle je otkrio Neptun.
- 1889. – Osnovana je japanska tvrtka Nintendo, i to kao proizvođač igraćih karata
- 1988. – Umirovljena posljednja parna lokomotiva u Hrvatskoj
- 1991. – U Dubrovniku je osnovan Odred naoružanih brodova
- 1991. – Završila prva pomorska blokada Hrvatske koju je sprovela velikosrpska JRM.
- 1991. – Tijekom noći započeo velikosrpski napad na Vitaljinu, najjužnije naselje u Republici Hrvatskoj.

| - 480. pr. Kr. – Euripid, grčki dramatičar - 63. pr. Kr. – August, prvi Rimski car - 1926. – John Coltrane, američki jazz glazbenik († 1967.) - 1930. – Ray Charles, američki blues glazbenik († 2004.) - 1934. – Franc Rode, slovenski kardinal - 1949. – Bruce Springsteen, američki rock glazbenik - 1955. – Paolo Rossi, talijanski nogometaš - 1961. – Dubravka Vrgoč, hrvatska dramaturginja - 1985. – Šiško Horvat Majcan, hrvatski glumac | - 1850. – José Gervasio Artigas, urugvajski general, političar, revolucionar i domoljub (* 1764.) - 1870. – Prosper Mérimée, francuski književnik (* 1803.) - 1939. – Sigmund Freud, austrijski neurolog i utemeljitelj psihoanalize (* 1856.) - 1939. – Eugeniusz Kazimirowski, poljski slikar (* 1873.) - 1963. – Danko Angjelinović, hrvatski književnik (* 1891.) - 1973. – Pablo Neruda, čileanski pjesnik i nobelovac (* 1904.) - 1998. – Ratko Zvrko, hrvatski književnik, novinar i boksač (* 1920.) - 2014. – Krešimir Šipuš, hrvatski skladatelj i dirigent (* 1930.) - 2015. – Dragan Holcer, hrvatski nogometaš (* 1945.) - 2020. – Juliette Gréco, francuska pjevačica, ikona francuske šansone (* 1927.) |

## Blagdani i spomendani
- Dan proslave biseksualnosti
- Dan svjesnosti o sindromu nemirnih nogu[1]